# Франц Ксавер Дорш
Франц Ксавер Дорш (нім. Franz Xaver Dorsch; 24 грудня 1899, Іллертіссен — 8 листопада 1986, Мюнхен) — німецький інженер-будівельник, доктор інженерних наук, останній керівник Організації Тодта (ОТ). Бригадефюрер СА (1 травня 1943), член штабу Верховного керівника СА. Майор резерву вермахту. Кавалер Лицарського хреста Хреста Воєнних заслуг з мечами.

## Біографія
З 1 червня 1917 по 2 січня 1919 року служив у німецькій армії. Після демобілізації вступив у фрайкор, брав участь у придушенні Баварської Радянської Республіки. В 1919 році поступив у Вищу технічну школу Штутгарта, в 1928 році здобув диплом інженера.
В 1922 році вступив у НСДАП і СА, учасник Пивного путчу. З 1929 по 1933 рік працював разом із Фріцем Тодтом. В липні 1933 року Адольф Гітлер призначив Тодта генеральним інспектором автомобільних доріг. Тодт взяв на роботу Доша в якості свого заступника і керівника центрального офісу ОТ в Берліні. В 1938 році Дорш зіграв ключову роль у створенні лінії Зіґфріда, а з грудня 1941 року керував будівництвом Атлантичного валу. 
8 лютого 1942 року Фріц Тодт загинув в авіакатастрофі. Новим кервником ОТ став рейхсміністр озброєнь і військової промисловості Альберт Шпеєр, який надав Доршу повноваження керувати ОТ на свій розсуд. При цьому стосунки Шпеєра і Дорша завжди були напруженими, оскільки ОТ керувала будівельними проектами тільки за межами рейху, а Дорш прагнув керувати всією будівельною діяльністю всередині країни. Дорш став таємним союзником запеклого ворога Шпеєра Мартіна Бормана, який завербував його як агента партійної канцелярії, щоб шпигувати за Шпеєром. Навесні 1944 року Дорш здійснив невдалу спробу скинути Шпеєра.
14 квітня 1944 року Гітлер призначив Дорша керівником ОТ і будівельної канцелярії рейхсміністерства озброєнь і військової промисловості, а також заступником Шпеєра в якості генерального комісара з питань будівельної поромисловості. Фактично, Дорш керував усією будівельною промисловістю Німеччини в останній рік Другої світової війни, і до вересня 1944 року в його розпорядженні знаходились 780 000 робітників (в основному остарбайтерів і в'язнів концтаборів). Дорш запропонував проект, проти якого був Шпеєр — евакуювати всю промисловість Німеччини у бетонні об'єкти і під землю для захисту від бомбардувань. Одночасно Герман Герінг доручив йому будівництво підземних ангарів для люфтваффе.

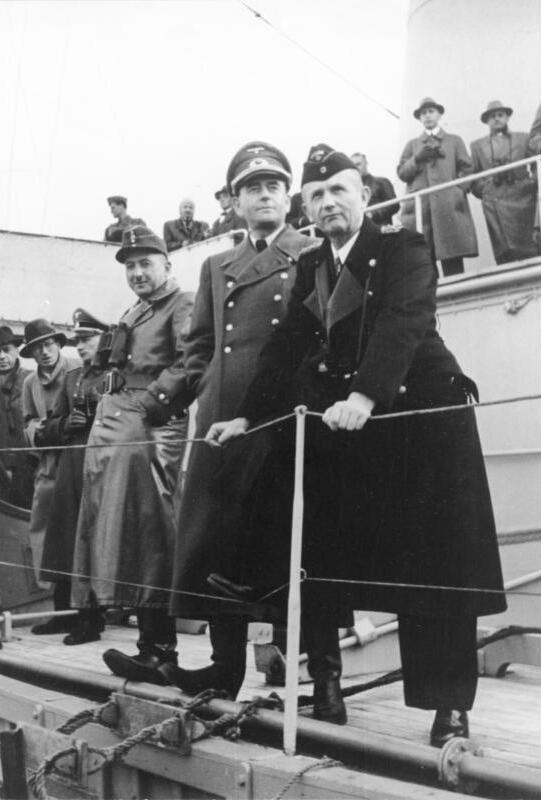
Зліва направо: Франц Ксавер Дорш (тримає руки в кишенях), Альберт Шпеєр і Карл Деніц.

Після війни за дорученням армії США Дорш написав звіт про ОТ на 1000 сторінок, опублікований в 1947 році. В 1950 році заснував будівельну фірму Reg.Baumeister Xaver Dorsch, Ingenieurbüro (з 1951 року — Dorsch Consult Ingenieurgesellschaft mbh, з 2006 року — Dorsch-Gruppe), яка сьогодні є найбільшою компанією Німеччини з планування і консультування.

## Нагороди[3]
- Почесний хрест ветерана війни
- Орден крові
- Пам'ятна Олімпійська медаль
- Золотий партійний знак НСДАП
- Медаль «За вислугу років у НСДАП» в бронзі та сріблі (15 років)
- Медаль «За будівництво оборонних укріплень»
- Залізний хрест 2-го класу
- Хрест Воєнних заслуг 2-го і 1-го класу з мечами
- Лицарський хрест Хреста Воєнних заслуг з мечами (14 травня 1943)